# 삼산화 크로뮴
삼산화 크로뮴(영어: chromium trioxide)은 화학식 CrO3을 갖는 무기 화합물이다. 크로뮴산의 산성 산화물이며 동일 명칭으로 마케팅되기도 한다. 이 화합물은 무수(anhydrous) 조건에서 어두운 자주색 고체이며 젖거나 물에 녹을 때 밝은 오렌지색을 나타낸다. 주로 전기도금을 목적으로 연간 수백만 킬로그램이 생산된다. 삼산화 크로뮴은 강력한 산화제이자 발암물질이다.

## 생성
H2SO4 + Na2Cr2O7 → 2 CrO3 + Na2SO4 + H2O

## 안전
삼산화 크로뮴은 독성이 매우 강하며 부식성이 있고 발암성이 있다.